# 遠東化聚工業
遠東化聚工業股份有限公司（Far Eastern Polychem Industries Limited，除牌當時為8012.HK），簡稱遠東化工、FEPI，是遠東集團旗下首家在香港創業板股票上市的公司。
本公司是在1995年成立，業務經營中國大陸聚酯產品的生產及分銷。當時是在2000年1月上市。但由於國際原油價格高漲，加上上市成本高漲，於是大股东「远鼎投资股份有限公司」進行私有化，在特別股東大會通過後，在2005年9月撤銷上市。

## 外部連結
- （繁體中文） fepi.com.hk （页面存档备份，存于）